# Primera División 1963 (Costa Rica)
La Primera División costaricana del 1962-1963 fu il massimo campionato costaricano di calcio in quell'anno. Fu disputata da 6 squadre le quali si incontravano 4 volte e fu vinta dall'Uruguay de Coronado.
Fu capocannoniere Guillermo Elizondo dell'Uruguay de Coronado, con 16 gol.

## Formazione dell'Uruguay de Coronado
Hérberth Ulloa, Germán Sánchez, Rodrigo Sandoval, Enrique Briceño, Luis Chacón, Carlos García, Guillermo Valenciano, Guillermo Padilla, Guillermo Elizondo, Rudy Sobalbarro, Guillermo Otárola, Roberto Montero, Tarciso Rodríguez, Juan de Dios Núñez, Ananías Ruiz, Manuel Soto, Mario Cháves, Miguel Chacón, Jorge Bolaños

## Classifica finale
|    | Classifica          | Pt | G  | V  | N | P  | GF | GS |
| -- | ------------------- | -- | -- | -- | - | -- | -- | -- |
| 1. | Uruguay de Coronado | 25 | 20 | 11 | 3 | 6  | 36 | 27 |
| 2. | Saprissa            | 24 | 20 | 11 | 2 | 7  | 38 | 26 |
| 3. | Alajuela            | 21 | 20 | 8  | 5 | 7  | 35 | 33 |
| 4. | Cartago             | 18 | 20 | 8  | 2 | 10 | 21 | 37 |
| 5. | Orión               | 17 | 20 | 7  | 3 | 10 | 31 | 28 |
| 6. | Heredia             | 15 | 20 | 6  | 3 | 11 | 25 | 35 |